# Burg Großbüllesheim
Die Burg Großbüllesheim ist der Rest einer ehemaligen Wasserburg zwischen dem Erftmühlenbach und dem Gewässer „Untere Ahr“ im Euskirchener Stadtteil Großbüllesheim (An der Burgmühle/Kompstrasse) im Kreis Euskirchen in Nordrhein-Westfalen.

## Geschichte
Die Wasserburg wurde erstmals 1402 als Lehen des Herzogs von Jülich an Reymer Spies von Büllesheim erwähnt und blieb bis 1802, dem Sterbejahr des Ludwig von Brempt, jüliches Lehen. Danach war die Burg nicht mehr Adelssitz und verfiel. 
1867 kam der Besitz an die Halfenfamilie Nettekoven, die 1886 ein neues Wohnhaus erbauten, Land und Hof teilten und fortan zwei unabhängige landwirtschaftliche Betriebe führten, die heute noch zwei Besitzer haben. 

## Beschreibung
Von der ehemaligen Burganlage, eine zweiteilige Weiheranlage, die einen landtagsfähigen Rittersitz darstellte, ist heute nur noch das an den Torturm angelehnte Wohnhaus der Vorburg erhalten. Von der ehemaligen Hauptburg sind nur noch Reste aus dem 17. Jahrhundert erhalten. Der Burggraben ist verschüttet.